# فاصله (فیلم ۱۳۸۸)
فاصله فیلمی به کارگردانی کامران قدکچیان، تهیه‌کنندگی حبیب‌الله الهیاری و نویسندگی قربان محمدپور محصول سال ۱۳۸۸ است.
فاصله در ۱۱ شهریور ماه سال ۱۳۸۹ همزمان با عید فطر بر روی پرده سینما رفت. فاصله یکی از فیلم‌های شرکت‌کننده در بیست و هشتمین جشنواره فیلم فجر در سال ۱۳۸۸ می‌باشد.

## چکیدهٔ داستان
«فاصله» در مورد زنی است که به دنبال شوهرش به تهران می‌آید اما در پی جستجو و پیدا کردن شوهرش دچار حوادثی می‌شود…